# Hyalocoa diaphana
Hyalocoa diaphana är en fjärilsart som beskrevs av Eduard Friedrich Eversmann 1848. Hyalocoa diaphana ingår i släktet Hyalocoa och familjen björnspinnare. Inga underarter finns listade i Catalogue of Life.